# 河本信昭
河本 信昭（こうもと のぶあき）は日本のゲームクリエイター。スクウェア・エニックス所属。

## 略歴
2004年、『聖剣伝説』プロジェクトのために制作から離れた石井浩一のかわりに『ファイナルファンタジーXI』のディレクターに就任。拡張ディスク『プロマシアの呪縛』より指揮をとる。
その後、『アトルガンの秘宝』ではバージョンアップを担当したのち、『アルタナの神兵』にて再び総合ディレクターを経て、次世代MMORPG『ファイナルファンタジーXIV』では再びディレクターに就任したが、2010年12月10日付でリードプランナーに就任。

## 作品
- ゼノギアス：イベントプラン
- チョコボの不思議なダンジョン2：ゲームデザイン
- ファイナルファンタジーIX：イベントプラン
- ファイナルファンタジーXI：シナリオ・イベントプラン（バストゥーク担当）
- ファイナルファンタジーXI ジラートの幻影：イベントディレクション
- ファイナルファンタジーXI プロマシアの呪縛：ディレクション
- ファイナルファンタジーXI アトルガンの秘宝：バージョンアップディレクション
- ファイナルファンタジーXI アルタナの神兵：ディレクション
- ファイナルファンタジーXIV：ディレクション→リードプランナー(2010年12月10日付で)